# Phariha
Phariha är en ort i Indien.   Den ligger i distriktet Firozabad och delstaten Uttar Pradesh, i den centrala delen av landet, 190 km sydost om huvudstaden New Delhi. Phariha ligger 171 meter över havet och antalet invånare är 6 380.
Terrängen runt Phariha är mycket platt. Runt Phariha är det tätbefolkat, med 550 invånare per kvadratkilometer. Det finns inga andra samhällen i närheten. Trakten runt Phariha består till största delen av jordbruksmark.